# Proix
Proix é uma comuna francesa na região administrativa de Altos da França, no departamento de Aisne. Estende-se por uma área de 3,45 km². Em 2010 a comuna tinha 144 habitantes (densidade: 41,7 hab./km²).